# Boxxy
Boxxy (Бокси) — персонаж американской девушки Кэтрин Уэйн (англ. Catherine Wayne), известной своими эксцентричными видео на YouTube. Рост её популярности пришёлся на 2008—2009, и тогда её видео стали интернет-мемом.
Первоначально её видео, размещённые под аккаунтом «Boxxybabee», предназначались для её друзей в Gaia Online.

## История
Видео Бокси вызвали многочисленные флеймы на 4chan'e между теми, кто её поддерживал и теми, кто был против неё. В результате это вызвало DDos-атаку на 4chan, которая сбила работу сервиса на несколько часов. Также был взломан сам аккаунт Бокси на YouTube. Вскоре на сервисе появилось огромное количество пародий.
В 2010 году канал AOL, «Urlesque», поместил Boxxy под номером # 104 в своём списке «The 100 Most Iconic Internet Videos». В конце того же года изображения с ней начали продавать на eBay.
В начале 2011 года Boxxy снова начала размещать видео, но на этот раз более вдумчивые и спокойные.